# Schweizerischer Katholischer Frauenbund
Schweizerischer Katholischer Frauenbund SKF nannte sich der Dachverband aller katholischen Frauenvereine der Schweiz. Er heißt nunmehr Frauenbund Schweiz, da bei der Deligiertenversammlung im Mai 2025 das "katholisch" aus dem Namen gestrichen wurde. Der neue Claim lautet "überaschend anders katholisch".
Der Dachverband war am 21. Mai 1912 gegründet mit Sitz in Luzern gegründet worden. Vorläufer des SKF war der von 1906 bis 1909 existierende Katholische Frauenbund. Der Dachverband ist die grösste konfessionelle Frauenorganisation der Schweiz. Seine 120'000 Mitglieder bestehen aus freiwillig Engagierten und Ehrenamtlichen in Ortsvereinen oder Kantonalverbänden sowie Einzelmitgliedern.

## Leitbild und Profil
Die Organisation ist ein Verein im Sinn von Art. 60ff ZGB. Die Geschäfte des SKF werden von einer Geschäftsstelle mit 12 Mitarbeiterinnen in Teilzeit getätigt. Die Geschäftsstelle wird von einer Co-Geschäftsleitung geführt. Der Verband wird durch einen ehrenamtlichen Verbandsvorstand strategisch geleitet. Oberstes Organ ist die Delegiertenversammlung, die alljährlich im ersten Halbjahr zusammentritt. Weitere Organe sind die Herbstkonferenz sowie die Revisionsstelle.
Gemäss Leitbild macht der SKF «die Welt schöner, gerechter und lebenswerter». Das Frauennetzwerk stärkt die fortschrittlichen Kräfte in der römisch-katholischen Kirche und setzt sich für die Rechte von Frauen in Gesellschaft, Kirche, Wirtschaft und Politik ein. Im Auftrag seiner Mitglieder setzt sich der SKF für die Gleichstellung der Geschlechter und eine solidarische Gesellschaft ein. Der SKF ist Gründungsmitglied der europäischen Allianz katholischer Frauenverbände Andante, des Catholic Women’s Council sowie der Allianz Gleichwürdig Katholisch. Der SKF ist national und international vernetzt mit verschiedenen Frauenorganisationen.
Der SKF ist überzeugt: Niemand sollte aufgrund von Geschlecht, Geschlechtsidentität oder sexueller Orientierung Ungleichbehandlung erfahren. Die freiwillig und ehrenamtlich Engagierten der Kantonalverbände und Ortsvereine engagieren sich lokal für Gemeinschaft und Zusammenhalt. Als Dachverband berät und unterstützt der SKF seine Mitglieder bei der Ausübung dieser Arbeit. Der SKF nimmt seine Verantwortung dort wahr, wo gleichberechtigte Teilhabe erschwert ist – auch in der katholischen Kirche. Er ist Vernehmlassungspartner des Bundes und setzt sich politisch für die Interessenvertretung von Frauen ein. Durch das Wirken seiner beiden Solidaritätswerke unterstützt der SKF notleidende Mütter in der Schweiz und armutsbetroffene Frauen in den Ländern des globalen Südens. Die Frauenorganisation bestärkt Frauen in ihrer Entwicklung und vernetzt Frauen im Einsatz für Frieden, eine gerechte Welt, eine solidarische Gesellschaft und die Bewahrung der Schöpfung.

## Geschichte
Am 21. Mai 1912 in Luzern gegründet, hatte der SKF von Beginn an das Ziel, den Anliegen und Interessen von Frauen Gehör zu verschaffen. Die Dachorganisation der katholischen Frauenvereine wurde auf Initiative des Schweizerischen Katholischen Volksvereins als Antwort auf den konfessionell neutralen, aber protestantisch orientierten Bund Schweizerischer Frauenvereine gegründet. Als 1912 die ersten Präsidentinnen, Suzanne de Montenach und Emilie Gutzwiller-Meyer, in ihr Amt gewählt wurden, herrschte ein ganz anderes Frauenbild vor als heute; und doch verstand sich der SKF schon in seinen Anfängen als Teil der Frauenbewegung – mit genuin katholischem Einschlag.
Politisch engagierte sich der SKF zunächst im Kampf gegen die «Unsittlichkeit» und gegen die politische und wirtschaftliche Gleichberechtigung der Frauen. Die ablehnende Haltung des SKF gegenüber dem Frauenstimmrecht drückte sich u. a. durch mehrere Eingaben an den Bundesrat aus, man möge doch bitte von dem Thema ablassen. So beispielsweise Ende 1918/Anfang 1919, als die Nationalräte Herman Greulich und Emil Göttisheim ihre Motionen zur Einführung des Frauenstimmrechts einreichten: Die Idee der politischen Gleichstellung sei eine bolschewistische, hiess es aus den Reihen des SKF. Im dem Bundesrat 1918 vorgelegten Minimalprogramm des Oltener Aktionskomitees (siehe Landesstreik) wurde unter anderem das Frauenstimmrecht gefordert. Der SVF unterstützte diese Forderung offiziell. Ende 1918 unterstützten nicht nur der SVF, sondern auch der BSF und der SGF die Motionen von Greulich und Göttisheim.
Der SKF engagierte sich in der praktischen karitativen Arbeit: Mütter- und Säuglingsfürsorge sowie Hilfe für die Bergbevölkerung gehörten zu seinen wichtigsten Einsatzgebieten. Im April 1918 gründete der SKF die Sozial-charitative Frauenschule Luzern – die erste Schule für Sozialarbeit in der Schweiz. Weiter entstand aus der von SKF-Frauen geleiteten ambulanten Krankenbetreuung später die Spitex. Auch Aufgaben wie beispielsweise die Fürsorge, die Waisenbetreuung und der Kindergarten wurden von aktiven SKF-Frauen initiiert, später dann von den Gemeinden übernommen.
Nach dem Beitritt der schon bestehenden lokalen katholischen Frauenvereine überflügelte er in puncto Mitgliedzahlen vor dem Ersten Weltkrieg andere aktiven Frauenorganisationen. Während der beiden Weltkriege organisierte der SKF Hilfsaktionen für Flüchtlinge, Kriegsversehrte und notleidende Menschen in europäischen Kriegsgebieten. Schweizweit organisierten sich die SKF-Frauen und stellten Flickaktionen auf die Beine, koordinierten Vorträge und Filmvorführungen, die für das Leid der Flüchtlinge sensibilisierten und riefen in Zusammenarbeit mit anderen Organisationen Projekte und Aktionen ins Leben. Gesammelt wurden Geld und Lebensmittel, die in Kisten ins Ausland überführt wurden, aber auch Prothesen, Sehhilfen, Babyausstattung, Bettwäsche und Küchenutensilien.
Bis die 1950er Jahre engagierte sich der SKF primär auf erzieherischem und sozialem Gebiet. Das Hauptziel der Organisation war zu Beginn die «Erhaltung und Förderung des katholischen Lebens in Familie, Gemeinde und Staat». In seiner praktisch-karitativen Arbeit widmete er sich hauptsächlich der Mütter- und Säuglingsfürsorge und der Hilfe für die Schweizer Bergbevölkerung.
Seit der rechtlichen Verankerung der Gleichberechtigung von Frau und Mann in der Bundesverfassung 1981 fühlt sich der SKF der «Politik des Einmischens» verpflichtet.
1996 erwarb der SKF das Bildungszentrum Matt. Das Kursangebot sollte Frauen dazu befähigen, sich souverän in einer sich rasch wandelnden Welt zu positionieren, sich für andere Lebensformen zu sensibilisieren und gab den Teilnehmerinnen die Möglichkeit, sich für neue Lebensmuster zu entscheiden. 2010 wurde das Bildungszentrum verkauft. Das Bildungsangebot des SKF wird seitdem dezentral in enger Kooperation mit den Bildungsverantwortlichen der Kantonalverbände geführt.

## Frauenstimm- und Wahlrecht
Die Haltung des SKF zum Frauenstimmrecht ist auch ein Stück Sozialgeschichte der Frau. 1929 nahm der SKF noch offiziell Stellung gegen das Frauenstimmrecht. 1945 war er mehrheitlich dafür. 1957 befürwortete er an einer ausserordentlichen Delegiertenversammlung mit grossem Mehr die Einführung des Frauenstimmrechts. 1971 waren unter den ersten eidgenössischen und kantonalen Parlamentarierinnen SKF-Frauen vertreten.
Der SKF war beim Thema Frauenstimmrecht progressiver als gedacht. Der Beitrag der katholischen Kämpferinnen für die politische Gleichstellung wird grundsätzlich unterschätzt. Vor der ersten eidgenössischen Abstimmung zum Frauenstimmrecht 1959 sprach sich der SKF Schweizerischer Katholischer Frauenbund explizit für das Stimmrecht aus und politisierte. Zur zweiten Abstimmung 1971 gab der SKF aus internen, politischen Gründen keine Empfehlung ab. Die historischen Protokolle der Vorstandssitzungen und Jahresversammlungen zeigen aber, dass die Frauen, die die Geschäfte des Verbandes leiteten, für die politische Rechtsgleichheit der Frau einstanden.

## Publikationen
Seit 1913 publizierte der SKF unter der Redaktion der St. Galler Schriftstellerin Anna Sartory als Verbandsorgan die Zeitschrift Die Katholische Schweizerin. Ab 1943 wandte sich das Heft unter dem Titel Die Schweizerin – Zeitschrift für Frauenart und Frauenwirken an alle christlichen Frauen und hat punktuell gar einen überchristlichen Ansatz. Nach 1969 hiess das Blatt kurz Schweizerin. Es wurde 1971 mit Die Evangelische Schweizerfrau zu Schritte ins Offene zusammengelegt, da sich gesellschaftlich nicht mehr die Frage nach katholisch oder reformiert, sondern christlich oder konfessionslos stellte.
Als Partnerheft zu Die Katholische Schweizerin wurde für Mütter Die Katholische Familie herausgegeben. Dieses hiess später ehe und familie, Frau und Familie und von 1999 bis 2005 Frauenbunt. Diese beiden Zeitschriften richteten sich an die gebildete, berufstätige reifere, respektive verheiratete Frauen. Für jüngere, noch nicht verheiratete Frauen gab es die Zeitschrift der Marianischen Jungfrauenkongregation (Marienkind/Unsere Führerin, später Ancilla/Mirjam).
Heute gibt die Organisation drei Mal jährlich die Verbandszeitschrift Qu(elle) heraus sowie verschiedene Themenhefte und Materialien. Der SKF versendet monatlich einen Newsletter. Der Frauenbund äussert sich auf Twitter und Facebook.

## Hilfswerke
Zwei Sozialwerke führt der SKF. Der Solidaritätsfonds für Mutter und Kind SOFO wirkt national in der Schweiz, besteht seit 1976 und leistet schnell und unbürokratisch Überbrückungshilfe für Frauen und Familien, die in finanzielle Not geraten sind – insbesondere im Zusammenhang mit Schwangerschaft, Geburt oder Kinderbetreuung. Dazu unterhält der Solidaritätsfonds in Luzern und in Bellinzona Kontaktstellen, bei denen Unterstützungsgesuche eingereicht werden können. Die Hilfe steht Frauen aus der ganzen Schweiz offen. Im 2021 konnte der Solidaritätsfonds 398 Frauen unterstützen, insgesamt wurden über 823’000 Franken eingesetzt. 247 Gesuche stammten aus der Deutschschweiz, 132 aus der Romandie und 19 aus dem Tessin.
Das Elisabethenwerk ist das international wirkende Hilfswerk des SKF. In kleinen Projekten der Entwicklungszusammenarbeit engagiert sich das Werk gegen Armut, immer gemäss der Devise «von Frauen – für Frauen». Die Projektarbeit zielt darauf ab, die ärmsten Frauen in den vier Projektländern zu unterstützen und so für mehr Gendergerechtigkeit zu sorgen. Aktuell ist das Elisabethenwerk in Uganda, Indien, Sri Lanka und Bolivien mit verschiedenen Projekten tätig. Das Elisabethenwerk wurde 1958 unter dem Namen Elisabethenopfer gegründet und 1996 in Elisabethenwerk umbenannt. Getragen wird das Elisabethenwerk von der Solidarität mit den ärmsten Frauen in den Ländern des globalen Südens. Seit seiner Gründung wurden über 2'200 Projekte in Afrika, Asien und Lateinamerika umgesetzt.